# Warped Tour Bootleg Series
Warped Tour Bootleg Series är en EP av My Chemical Romance som gavs ut 2005.

## Låtlista
- Alla låtar av och med My Chemical Romance.

1. "I'm Not Okay (I Promise)" [Live from San Diego, California on June 30, 2005] – 2:59
2. "Thank You for the Venom" [Live from San Diego on June 30, 2005] – 3:37
3. "Helena" [Live from San Diego on June 30, 2005] – 4:22
4. "Cemetery Drive" [Live from Las Cruces on June 28, 2005] – 2:58
5. "You Know What They Do to Guys Like Us in Prison" [Live from Las Cruces on June 28, 2005] – 2:46
6. "Give 'Em Hell, Kid" [Live from Long Beach on July 1, 2005] – 2:24

## Medlemmar
- Gerard Way – sång
- Ray Toro – ledgitarr, bakgrundssång
- Frank Iero – rytmgitarr, bakgrundssång
- Mikey Way – basgitarr
- Bob Bryar – trummor